# Kiten Point
Der Kiten Point (englisch; bulgarisch нос Китен nos Kiten) ist eine Landspitze an der Südostküste der Trinity-Halbinsel im Norden des Grahamlands auf der Antarktischen Halbinsel. Sie bildet die die Südseite der Einfahrt zur Chudomir Cove und liegt 4,3 km südwestlich des Pitt Point, 7,56 km südöstlich des Mount Reece sowie 7,15 km nordwestlich des Largelius Point auf der gegenüberliegenden James-Ross-Insel.
Deutsche und britische Wissenschaftler nahmen 1996 ihre Kartierung vor. Die bulgarische Kommission für Antarktische Geographische Namen benannte sie 2010 nach der Stadt Kiten im Südosten Bulgariens sowie nach dem Gefrierschiff Kiten, das von den 1970er bis in die frühen 1990er Jahren für den Fischfang in den Gewässern um Südgeorgien, um die Kerguelen, die Südlichen Shetlandinseln und die Südlichen Orkneyinseln operiert hatte.